# Art politique
 (décembre 2023).
Si vous disposez d'ouvrages ou d'articles de référence ou si vous connaissez des sites web de qualité traitant du thème abordé ici, merci de compléter l'article en donnant les références utiles à sa vérifiabilité et en les liant à la section « Notes et références ».
L’art politique se définit comme une œuvre artistique qui est liée à la sphère politique. L’art sert la cause politique défendue. Il cherche à atteindre le public pour faire passer un message. Son but est d’éduquer et d’influencer la population vers un positionnement politique. Cet art défend une thèse particulière et cherche à convaincre l’auditeur de cette idéologie. Il tranche sur un sujet appartenant à la sphère politique pour rassembler les opinions communes et convaincre ceux qui pensent autrement.     
L’art politique peut prendre différentes formes. Il n’est attaché à aucun type d’œuvre en particulier ni à aucun courant artistique. Il se traduit autant par la chanson, la littérature, le théâtre, la sculpture, la peinture, etc. Il existe plusieurs sortes d’art politique, dont l’art contestataire et l’art de propagande.
L’art politique se rattache à l’art social. Tout comme l’art politique, l’art social se doit d’être utile à la société et aux citoyens qui la compose. Il s’intéresse aux différentes communautés, à leurs modes de vie et à leurs situations sociales. Le but est de transformer les personnes et les mentalités. L’espace public est l’endroit de création et de partage de ces types d’arts. L'espace public permet de véhiculer ses idées et de prendre part au débat. L’art social, tout comme la branche contestataire de l’art politique, s’oppose à l’art académique, type d’art basé sur la rigueur et les règles artistiques. Ils condamnent l’institutionnalisation de l’art.
La différence entre l’art politique et l’art social est le caractère obligatoirement politique des enjeux traités. Contrairement à l’art social, l’art politique est automatiquement engagé politiquement sur un sujet appartenant à la sphère publique. Ce type d’art, dépendamment de son caractère contestataire ou de propagande, conteste les composantes de la société et du pouvoir politique en place ou il les maintient. Il dénonce, ou soutient, les rapports de pouvoir et de domination (rapport de force). Il est donc intimement lié à la politique.

## Histoire de l’art politique
Depuis l’Antiquité, l’art est étroitement associé à la politique. À cette époque, l’art est utilisé pour maintenir l’ordre social dominant et la religion au pouvoir. Il permet la propagande des discours politiques véhiculés par les élites. C’est à l’époque de la Renaissance (historiographie) que l’art cherche à se séparer de la politique et de la religion. Les artistes deviennent plus autonomes et indépendants dans la production de leurs œuvres (politiques ou autres). Au cours de la Révolution française, l’art se teint d’un militantisme et d’un engagement envers différentes causes politiques. Bien que l'art soit encore utilisé comme outil de propagande, il sert maintenant à contester et à révolutionner la sphère politique, culturelle et sociale. Le but étant d’influencer l’opinion publique.

## Débat entourant l’art politique
Depuis longtemps, le rapport existant entre l’art et la politique fait débat chez les artistes. Certains artistes croient qu’il faut radicalement séparer ces deux sphères. Selon eux, l’association automatique et obligatoire entre art et politique diminue l’autonomie de l’artiste et de son art. La séparation des deux sphères permet donc la liberté complète de l’art et de son esthétique face à la politique. Tandis que d’autres artistes démentent cette autonomie. Ces artistes défendent que cette autonomie esthétique soit utopique, car l’œuvre est créée par un acteur rattaché à la société et donc à la sphère politique. Ainsi, pour eux, l’art doit nécessairement être politique. Par exemple, Émile Bilodeau est un chanteur québécois reconnu pour son activisme politique. Il affirme utiliser son art comme outil politique. En parlant de ses nouvelles chansons, Émile Bilodeau révèle que « Y faut c’qui faut décoche bien quelques flèches vers la CAQ [Coalition avenir Québec], tandis que L’amour au temps de la fin des temps aborde notamment l’écoanxiété [Éco-anxiété]. »
Bien que la situation s’améliore, encore de nos jours, de nombreux artistes ne veulent pas que leurs œuvres soient perçues comme politique. Ils craignent le discrédit possible ou d'être rejetés des grands cercles d’art. Prendre position politiquement a un coût professionnel négatif, tout comme sur le plan social, économique et symbolique. Ceux qui produisent des œuvres ouvertement politiques et contestataires subissent une répression de la part des instances décisives. Par exemple, au Canada, jusqu’en 2018, les crimes, ou œuvres, blasphèmes étaient régies par la loi. Une « proposition artistique qui aurait eu comme intention claire d’insulter la religion et de choquer la communauté de ses croyants en manquant délibérément de respect envers leur confession aurait été sanctionnable encore jusqu’à tout récemment par l’article 296 du Code criminel canadien. » La religion, soutenue par l’État canadien, ne peut pas être critiquée par les artistes. S’ils s’y aventurent, la répression subite est encore importante aujourd'hui, bien qu'elle ne soit plus criminelle. Tandis que ceux qui soutiennent la religion à l’aide de leurs œuvres sont récompensés.

Les œuvres perçues comme politiquement contestataires sont rapidement dévaluées et considérées comme médiocres. Les institutions artistiques d’État ne soutiennent pas ce type d’art. Par exemple, les institutions artistiques les plus connues au Québec sont le Conseil des arts et des lettres du Québec (CALQ), le ministère de la Culture et des Communications et le Musée d'art contemporain de Montréal. Concernant le Musée d'art contemporain de Montréal, Gaston St-Pierre affirme que :
son directeur Marcel Brisebois, a vanté, à travers diverses publications, l'idée d'un musée pour tous mais toujours sur le dos des artistes, en prétextant leur supposé sectarisme et leur mentalité grégaire. En conséquence, le Musée n'a pas invité un artiste, depuis fort longtemps, à siéger à un de ses comités décisionnels. On y retrouve plutôt des gens d'affaires et des collectionneurs d'art moderne qui tentent, de plus en plus, d'imposer leur vision de l'art, tout en déniant la compétence professionnelle des conservateurs. 
Ce sont ces institutions artistiques dominantes qui décident de ce qui est esthétique, et ce qui ne l’est pas. Les œuvres déjà dominantes sont mises de l’avant par ces institutions. Tout comme ce qui peut servir à l’État. Tandis que les arts marginaux et contestataires sont dévalués. Les artistes sont donc peu disposés à faire valoir leurs opinions politiques.

## Les types d’art politique

### Art contestataire
L’art contestataire est une forme d’art politique. Il peut aussi se traduire par l’art militant ou l’art engagé. L’art contestataire est rattaché à une cause politique. Il cherche à démontrer et à convaincre.  Il remet en question l’institutionnalisation de l’art. L'art contestataire est vu comme un art alternatif. Il voit le jour à l’extérieur des lieux d’art commun. Il est créé par les personnes dites en marge de la société.
Son but est de créer un monde meilleur en luttant pour des objectifs communs. Il cherche à éveiller les consciences politiques des auditeurs. Le développement de la conscience politique permet, selon Geoffroy de Lagasnerie, de se rendre compte de son aliénation sociale et politique. Cela amène à dénoncer les rapports de forces et les responsables des oppressions. L’art contestataire révèle certaines réalités troublantes dans l’espoir de les corriger. Il invalide ce qui doit changer selon l’artiste, et demande la réparation au responsable de l’oppression.
Cet art conteste l’ordre établi, il cherche à dénoncer le statu quo et les élites au pouvoir. L’art contestataire signale les injustices, les inégalités et les oppressions présentes dans la société. Il veut la transformer. Il est associé à la contestation et à la rébellion basées sur une lutte politique actuelle.

#### Exemples d’art contestataire
Parmi les arts contestataires, on distingue l’art action. Cet art prône l’action directe dans un espace et sur un sujet donné. Il est souvent provocateur et remet en question les codes habituels. Il se produit à l’extérieur des institutions artistiques et il est ancré dans les enjeux sociétaux actuels. Il fait preuve d’esprit critique. Le Mass Mouving est un exemple d’art contestataire. Il est un mouvement artistique ouvertement politique qui cherche à renverser le statu quo et à dénoncer les différents rapports de pouvoir. Le collectif Mass Mouving investit la rue en transgressant les balises artistiques et en accusant le pouvoir en place.
L’art communautaire est aussi un outil qui peut servir la contestation politique par l’entremise de l’art. Ce type d’art rassemble un groupe aux spécificités communes pour créer une ou plusieurs œuvres. La communication, la collaboration et le partage sur les dynamiques sociétales et politiques sont au centre de la création. Le but est de produire des changements significatifs. L’art communautaire dénonce les dominations et rapports de pouvoir personnels et politiques. Il n’y a donc pas de séparation entre l’art et la politique. C’est un outil de libération et de résistance pour transformer les conditions politiques et sociétales des membres. Il apporte les débats et le positionnement idéologique.
L’art féministe est aussi utilisé comme art de contestation et de militance. Ce type d’art revendique un discours féministe qui critique la société patriarcale (patriarcat (sociologie)). Il condamne le monde des arts conçu par et pour les hommes. L’art féministe dénonce le statu quo et cherche à promouvoir le discours féministe.
L’art autochtone est un autre cas d’art pouvant être politiquement contestataire. Par exemple, en réponse à l’inaction du Gouvernement du Canada concernant les nombreux meurtres et disparitions de femmes autochtones au Canada, certaines artistes autochtones ont créé des œuvres politiques pour dénoncer cette tragédie. Le documentaire Our Sisters in Spirit est créé en 2018 à la suite de la fondation du programme Sœurs par l’Esprit (Sisters in Spirit). Cette fondation cherche à sensibiliser la population sur cet enjeu national. Le programme Sœurs par l’Esprit (Sisters in Spirit) produit des rapports scientifiques sur la situation des meurtres et disparitions des filles et des femmes autochtones au Canada. Il mène aussi des actions de sensibilisation, souvent artistiques et politiquement contestataires. Le documentaire Our Sisters in Spirit cherche à éveiller les consciences politiques de la population sur la problématique des meurtres et disparitions des femmes et filles autochtones au Canada. Le documentaire expose les oppressions, violences et inégalités structurelles vécues par les personnes autochtones, principalement les femmes. Il questionne sur la raison qui veut que le Gouvernement du Canada n’entame pas des démarches de réparation et il critique son inaction.

### Art de propagande
L’art de propagande est une autre forme d’art politique. Il cherche à répandre un projet politique dans le but que la population y adhère. L’art est un outil qui permet de promouvoir le message de propagande. Le but est de persuader et de faire adhérer. La propagande cherche à propager une idéologie ou une opinion à un groupe particulier. Elle veut influencer le groupe et le pousser à croire au message. La propagande utilise un mélange précis d’informations modelées et d’opinions subjectives. Le mot propagande est souvent utilisé péjorativement.
L’art de propagande ne cherche pas à aiguiser l’esprit critique de la population (ou les consciences politiques comme l’art contestataire). Il présente une seule vérité. En propageant un message au détriment des autres, il limite la liberté des auditeurs de faire des choix conscients. Ce type d’art est produit par des personnalités ou autorités politiques connues, et il est diffusé massivement. L’art de propagande est un instrument politique au service du pouvoir. Il est financé, soutenu et accaparé par la sphère politique, ce qui limite la liberté artistique des artistes.
L’art de propagande se rattache intimement à l’art officiel. Cet art est produit, soutenu, encouragé et reconnu par le régime politique. Ce sont les institutions culturelles en place qui décident des arts reconnus, et de ceux dont il faut se débarrasser. Tout comme l’art de propagande, l’art officiel est un outil de propagande pour partager l’idéologie de l’État.

#### Exemples d’art de propagande
Armand Jean du Plessis de Richelieu, connu comme le cardinal Richelieu, est un homme d’État influent entre les années 1622 et 1642 en France. Il représente un exemple important de l’utilisation de l’art comme outil de propagande. Grâce aux ressources de l’État, il encourage un type précis d’art. Les artistes sont choisis soigneusement selon leurs opinions politiques et leurs croyances religieuses. Les portraits de personnages connus et les œuvres qui partagent un message religieux sont fortement encouragés. Ces arts lui permettent d’établir son prestige et la prédominance de la religion catholique (catholicisme) sur le protestantisme.
Le cardinal de Richelieu crée aussi une presse qui a pour seul objectif la gloire de sa personne, de la religion et de la monarchie absolue (absolutisme). L’imprimerie royale (imprimerie nationale) est un outil essentiel de propagande. Grâce à la littérature partagée massivement, Richelieu impose des messages de glorification de la France et des personnages au pouvoir. Il contribue aussi fortement à certains journaux et pamphlets qui divulguent le message catholique et les accomplissements de la monarchie. Armand Jean du Plessis de Richelieu réussit à faire adhérer la population à ses idées politiques grâce à l’art de propagande.
La propagande nazie est un autre exemple de l’utilisation de l’art comme outil de propagande. Le ministère du Reich à l'Éducation du peuple et à la Propagande, dirigé par le parti nazi d’Adolf Hitler, utilise le cinéma, la radio, les journaux, les affiches et le théâtre pour partager son message nazisme et contrôler les esprits des citoyens allemands.